# Helen Anliot
Helen(a) Anliot (née le 26 septembre 1956 à Falun) est une joueuse de tennis suédoise, professionnelle dans la seconde moitié des années 1970.
En 1977, elle a atteint le 3e tour à l'US Open (battue par Chris Evert), sa meilleure performance en simple dans une épreuve du Grand Chelem.

## Palmarès

### Titre en simple dames
| No | Date       | Nom et lieu du tournoi                     | Catégorie | Surface      | Finaliste        | Score    |          |
| -- | ---------- | ------------------------------------------ | --------- | ------------ | ---------------- | -------- | -------- |
| 1  | 25-11-1974 | Australian Hardcourt Championships, Gympie |           | Terre (ext.) | Natasha Chmyreva | 6-1, 7-5 | Parcours |

### Finales en simple dames
| No | Date       | Nom et lieu du tournoi           | Catégorie | Dotation | Surface      | Vainqueure       | Score         |          |
| -- | ---------- | -------------------------------- | --------- | -------- | ------------ | ---------------- | ------------- | -------- |
| 1  | 05-07-1976 | Swedish Open, Båstad             |           | NC       | Terre (ext.) | Renáta Tomanová  | 6-3, 6-2      |          |
| 2  | 05-12-1977 | Queensland State Open, Brisbane  |           | NC       | Gazon (ext.) | Regina Maršíková | 6-1, 3-6, 6-4 | Parcours |
| 3  | 06-02-1978 | Avon Futures of Toronto, Toronto | Futures   | 20 000 $ | Dur (int.)   | Sharon Walsh     | 4-6, 6-4, 7-6 | Parcours |

### Titres en double dames
| No | Date       | Nom et lieu du tournoi                   | Catégorie | Dotation | Surface      | Partenaire          | Finalistes                          | Score         |          |
| -- | ---------- | ---------------------------------------- | --------- | -------- | ------------ | ------------------- | ----------------------------------- | ------------- | -------- |
| 1  | 12-07-1976 | Head Cup Kitzbühel                       |           | NC       | Terre (ext.) | Mimi Wikstedt       | Katja Ebbinghaus Heidi Eisterlehner | 6-4, 2-6, 7-5 |          |
| 2  | 05-12-1977 | Queensland State Open Brisbane           |           | NC       | Gazon (ext.) | Regina Maršíková    | Nerida Gregory Naoko Sato           | 6-3, 3-1, ab. | Parcours |
| 3  | 07-08-1978 | US Clay Court Championships Indianapolis |           | 35 000 $ | Terre (ext.) | Helle Sparre-Viragh | Barbara Hallquist Sheila McInerney  | 6-3, 6-1      | Parcours |
| 4  | 23-07-1979 | Head Cup Austrian Open Kitzbühel         |           | 13 500 $ | Terre (ext.) | Diane Evers         | Virginia Ruzici Elly Appel          | 6-0, 6-4      | Parcours |

### Finale en double dames
| No | Date       | Nom et lieu du tournoi | Catégorie | Surface      | Vainqueures                            | Partenaire     | Score    |  |
| -- | ---------- | ---------------------- | --------- | ------------ | -------------------------------------- | -------------- | -------- |  |
| 1  | 04-07-1977 | Swedish Open Båstad    |           | Terre (ext.) | Cynthia Sieler-Doerner Raquel Giscafré | Florenta Mihai | 6-2, 7-5 |  |

## Parcours en Grand Chelem

### En simple dames
| Année | Open d'Australie (janvier) | Open d'Australie (janvier) | Internationaux de France | Internationaux de France | Wimbledon       | Wimbledon      | US Open        | US Open        | Open d'Australie (décembre) | Open d'Australie (décembre) |
| ----- | -------------------------- | -------------------------- | ------------------------ | ------------------------ | --------------- | -------------- | -------------- | -------------- | --------------------------- | --------------------------- |
| 1974  | 1er tour (1/32)            | Kazuko Sawamatsu           | -                        | -                        | 1er tour (1/64) | Pam Teeguarden | -              | -              | n/a                         | n/a                         |
| 1975  | 2e tour (1/16)             | C. Matison                 | 1er tour (1/32)          | Marie Neumanova          | 1er tour (1/64) | Betty Stöve    | -              | -              | n/a                         | n/a                         |
| 1976  | -                          | -                          | 1er tour (1/32)          | Linky Boshoff            | -               | -              | -              | -              | n/a                         | n/a                         |
| 1977  | -                          | -                          | -                        | -                        | -               | -              | 3e tour (1/16) | Chris Evert    | 1er tour (1/16)             | Judy Tegart                 |
| 1978  | n/a                        | n/a                        | 1er tour (1/32)          | Diane Desfor             | 2e tour (1/32)  | Chris Evert    | 2e tour (1/32) | Caroline Stoll | -                           | -                           |
| 1980  | n/a                        | n/a                        | -                        | -                        | 2e tour (1/32)  | Virginia Wade  | -              | -              | -                           | -                           |

À droite du résultat, l’ultime adversaire.

### En double dames
| Année | Open d'Australie (janvier) | Open d'Australie (janvier) | Internationaux de France    | Internationaux de France    | Wimbledon                     | Wimbledon                  | US Open                    | US Open                   | Open d'Australie (décembre) | Open d'Australie (décembre) |
| ----- | -------------------------- | -------------------------- | --------------------------- | --------------------------- | ----------------------------- | -------------------------- | -------------------------- | ------------------------- | --------------------------- | --------------------------- |
| 1974  | 2e tour (1/8) I. Larsson   | Sue Barker L. Beaven       | -                           | -                           | -                             | -                          | -                          | -                         | n/a                         | n/a                         |
| 1975  | -                          | -                          | 1/4 de finale I. Löfdahl    | Julie Anthony Olga Morozova | 1er tour (1/32) Mimi Wikstedt | E. Goolagong Peggy Michel  | -                          | -                         | n/a                         | n/a                         |
| 1976  | -                          | -                          | 2e tour (1/8) M. Simionescu | R. Maršíková R. Tomanová    | -                             | -                          | -                          | -                         | n/a                         | n/a                         |
| 1977  | -                          | -                          | -                           | -                           | -                             | -                          | 1er tour (1/32) Nina Bohm  | Navrátilová Betty Stöve   | 1er tour (1/8) Sue Barker   | P. Bostrom Kym Ruddell      |
| 1978  | n/a                        | n/a                        | 1/2 finale R. Maršíková     | Lesley Turner Gail Sherriff | 1er tour (1/32) Nina Bohm     | Diane Desfor Gretchen Galt | 1er tour (1/32) M. Redondo | Ilana Kloss Marise Kruger | -                           | -                           |
| 1980  | n/a                        | n/a                        | -                           | -                           | 1er tour (1/32) Nina Bohm     | D. Fromholtz T. Holladay   | -                          | -                         | -                           | -                           |

Sous le résultat, la partenaire ; à droite, l’ultime équipe adverse.

### En double mixte
| Année | Open d'Australie (janvier), | Open d'Australie (janvier), | Internationaux de France     | Internationaux de France | Wimbledon                   | Wimbledon                  | US Open                    | US Open                   | Open d'Australie (décembre), | Open d'Australie (décembre), |
| ----- | --------------------------- | --------------------------- | ---------------------------- | ------------------------ | --------------------------- | -------------------------- | -------------------------- | ------------------------- | ---------------------------- | ---------------------------- |
| 1973  | n/a                         | n/a                         | -                            | -                        | 2e tour (1/32) Björn Borg   | Rosie Casals Ilie Năstase  | -                          | -                         | n/a                          | n/a                          |
| 1974  | n/a                         | n/a                         | -                            | -                        | 2e tour (1/32) K. Johansson | Olga Morozova A. Metreveli | -                          | -                         | n/a                          | n/a                          |
| 1975  | n/a                         | n/a                         | 1er tour (1/16) K. Johansson | V. Ruzici P. Cornejo     | 2e tour (1/16) Thomaz Koch  | Navrátilová Jan Kodeš      | -                          | -                         | n/a                          | n/a                          |
| 1976  | n/a                         | n/a                         | 1er tour (1/16) Tito Vázquez | M. Redondo J. Chanfreau  | -                           | -                          | -                          | -                         | n/a                          | n/a                          |
| 1977  | n/a                         | n/a                         | -                            | -                        | -                           | -                          | 1er tour (1/16) Rick Fagel | V. Ruzici John Feaver     | n/a                          | n/a                          |
| 1978  | n/a                         | n/a                         | 1/4 de finale Chris Lewis    | Diane Evers Paul McNamee | 1er tour (1/32) Chris Lewis | Tracy Austin John Austin   | 1/4 de finale Chris Lewis  | Betty Stöve Frew McMillan | n/a                          | n/a                          |

Sous le résultat, le partenaire ; à droite, l’ultime équipe adverse.

## Parcours en Coupe de la Fédération
| #                                                                       | Date       | Lieu            | Surface         | Gagnante(s)                     | Perdante(s)                       | Score         |          |
|                                                                         |            |                 |                 |                                 |                                   |               |          |
| 1975 - 1er tour (groupe mondial) - Nouvelle-Zélande - Suède - 0 : 3     |            |                 |                 |                                 |                                   |               |          |
| 1                                                                       | 05/05/1975 | Aix-en-Provence | Terre (ext.)    | Helen Anliot                    | Judy Connor                       | 6-4, 6-0      | Parcours |
|                                                                         |            |                 |                 |                                 |                                   |               |          |
| 1975 - 2e tour (groupe mondial) - Suède - États-Unis - 1 : 2            |            |                 |                 |                                 |                                   |               |          |
| 2                                                                       | 05/05/1975 | Aix-en-Provence | Terre (ext.)    | Helen Anliot                    | Julie Heldman                     | 6-4, 6-3      | Parcours |
|                                                                         |            |                 |                 |                                 |                                   |               |          |
| 1976 - 1er tour (groupe mondial) - Japon - Suède - 0 : 3                |            |                 |                 |                                 |                                   |               |          |
| 3                                                                       | 22/08/1976 | Philadelphie    | Moquette (int.) | Helen Anliot                    | Kiyomi Nakagawa                   | 6-2, 6-2      | Parcours |
| 3                                                                       | 22/08/1976 | Philadelphie    | Moquette (int.) | Helen Anliot Mimi Wikstedt      | Mihoka Matshushima Michiko Saji   | 6-0, 6-0      | Parcours |
|                                                                         |            |                 |                 |                                 |                                   |               |          |
| 1976 - 2e tour (groupe mondial) - Suède - Afrique du Sud - 0 : 3        |            |                 |                 |                                 |                                   |               |          |
| 4                                                                       | 22/08/1976 | Philadelphie    | Moquette (int.) | Linky Boshoff                   | Helen Anliot                      | 6-7, 6-2, 6-3 | Parcours |
| 4                                                                       | 22/08/1976 | Philadelphie    | Moquette (int.) | Linky Boshoff Ilana Kloss       | Helen Anliot Mimi Wikstedt        | 6-2, 6-2      | Parcours |
|                                                                         |            |                 |                 |                                 |                                   |               |          |
| 1977 - 1er tour (groupe mondial) - Finlande - Suède - 0 : 3             |            |                 |                 |                                 |                                   |               |          |
| 5                                                                       | 13/06/1977 | Eastbourne      | Herbe (ext.)    | Helen Anliot Mimi Wikstedt      | Elina Durchman Laila Pirila       | 6-0, 6-2      | Parcours |
|                                                                         |            |                 |                 |                                 |                                   |               |          |
| 1977 - 2e tour (groupe mondial) - Argentine - Suède - 0 : 3             |            |                 |                 |                                 |                                   |               |          |
| 6                                                                       | 13/06/1977 | Eastbourne      | Herbe (ext.)    | Helen Anliot Mimi Wikstedt      | Beatriz Araujo Viviana Gonzalez   | 6-3, 6-3      | Parcours |
|                                                                         |            |                 |                 |                                 |                                   |               |          |
| 1977 - 1/4 de finale (groupe mondial) - Grande-Bretagne - Suède - 3 : 0 |            |                 |                 |                                 |                                   |               |          |
| 7                                                                       | 13/06/1977 | Eastbourne      | Herbe (ext.)    | Sue Barker Virginia Wade        | Helen Anliot Mimi Wikstedt        | 6-2, 5-7, 6-3 | Parcours |
|                                                                         |            |                 |                 |                                 |                                   |               |          |
| 1979 - 1er tour (groupe mondial) - Israël - Suède - 0 : 3               |            |                 |                 |                                 |                                   |               |          |
| 8                                                                       | 30/04/1979 | Madrid          | Terre (ext.)    | Helen Anliot                    | Paulina Peisachov                 | 6-3, 8-6      | Parcours |
| 8                                                                       | 30/04/1979 | Madrid          | Terre (ext.)    | Helen Anliot Mimi Wikstedt      | Paulina Peisachov Hagit Zubary    | 6-2, 6-4      | Parcours |
|                                                                         |            |                 |                 |                                 |                                   |               |          |
| 1979 - 2e tour (groupe mondial) - Suède - Tchécoslovaquie - 1 : 2       |            |                 |                 |                                 |                                   |               |          |
| 9                                                                       | 30/04/1979 | Madrid          | Terre (ext.)    | Regina Maršíková                | Helen Anliot                      | 6-3, 6-1      | Parcours |
| 9                                                                       | 30/04/1979 | Madrid          | Terre (ext.)    | Helen Anliot Mimi Wikstedt      | Hana Mandlíková Regina Maršíková  | 3-6, 6-1, 6-1 | Parcours |
|                                                                         |            |                 |                 |                                 |                                   |               |          |
| 1980 - 1er tour (groupe mondial) - Suède - France - 2 : 1               |            |                 |                 |                                 |                                   |               |          |
| 10                                                                      | 19/05/1980 | Berlin          | Terre (ext.)    | Helen Anliot Nina Bohm          | Gail Sherriff Frederique Thibault | 1-6, 6-3, 6-0 | Parcours |
|                                                                         |            |                 |                 |                                 |                                   |               |          |
| 1980 - 2e tour (groupe mondial) - Suède - Japon - 2 : 1                 |            |                 |                 |                                 |                                   |               |          |
| 11                                                                      | 19/05/1980 | Berlin          | Terre (ext.)    | Helen Anliot Nina Bohm          | Kiyoko Nomura Naoko Sato          | 6-3, 6-4      | Parcours |
|                                                                         |            |                 |                 |                                 |                                   |               |          |
| 1980 - 1/4 de finale (groupe mondial) - Suède - Australie - 1 : 2       |            |                 |                 |                                 |                                   |               |          |
| 12                                                                      | 19/05/1980 | Berlin          | Terre (ext.)    | Dianne Fromholtz Wendy Turnbull | Helen Anliot Nina Bohm            | 6-3, 6-2      | Parcours |